# Liste der Domprediger am Dom zu Münster

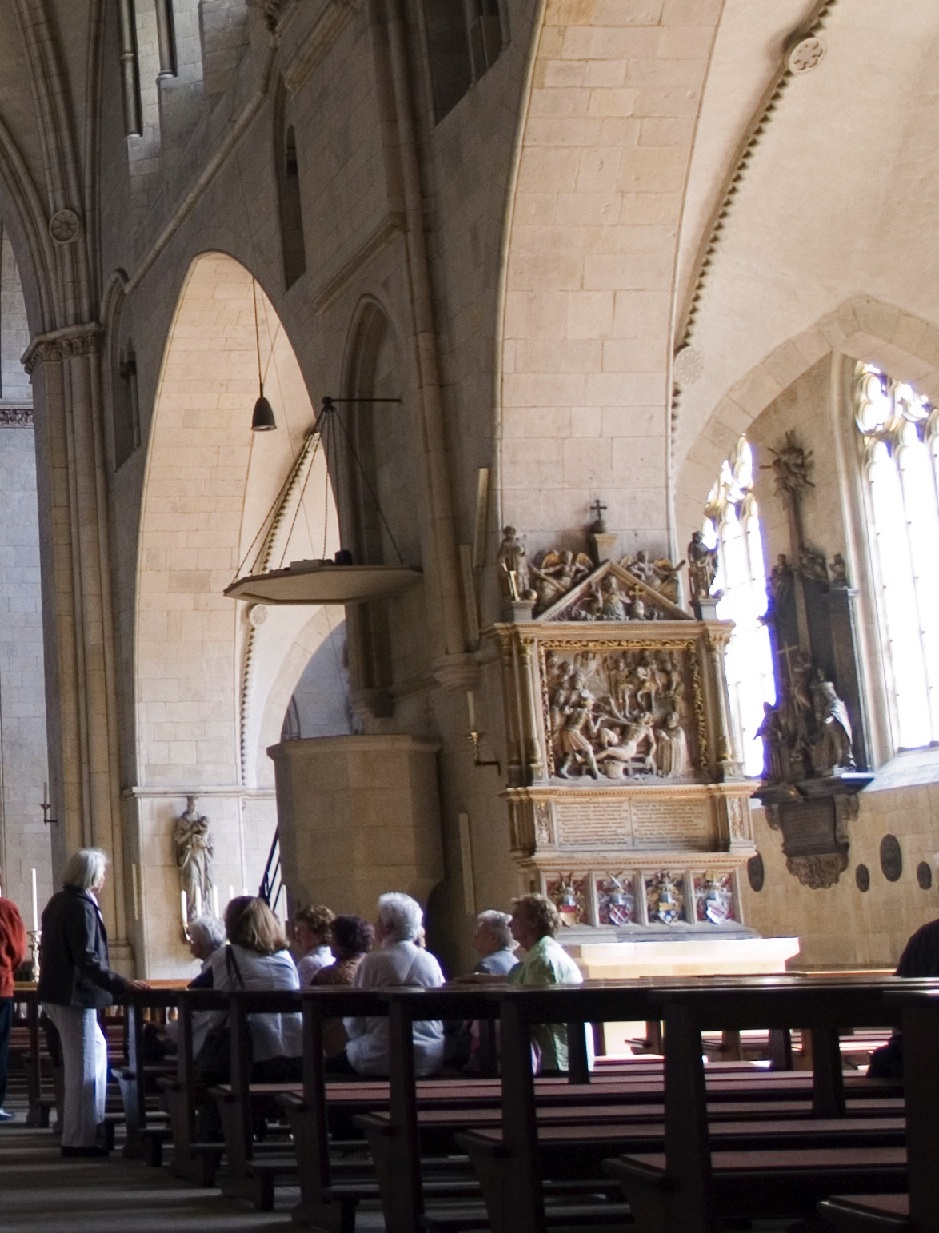
Die Kanzel im Dom zu Münster

Die Stelle eines Dompredigers am St.-Paulus-Dom zu Münster wurde 1567 gestiftet.
Seitdem waren als Domprediger tätig:
| Name                      | von                    | bis                                                              |  |
| ------------------------- | ---------------------- | ---------------------------------------------------------------- |  |
| Johann von Aachen         | ca. 1540               |                                                                  |  |
|                           |                        |                                                                  |  |
| Matthäus Tympius          | 1608                   | ? († 1616)                                                       |  |
|                           |                        |                                                                  |  |
| Bernhard Rive SJ          | 1860er-Jahre           |                                                                  |  |
|                           |                        |                                                                  |  |
| Hubertus Voß              | ? (1866 Priesterweihe) | ? (1892 Regens des Priesterseminars, 1899 Bischof von Osnabrück) |  |
| Peter Hüls                | 1885                   | ? (1901/1903 Ordinarius an der Universität Münster)              |  |
|                           |                        |                                                                  |  |
| Johann Heinrich Brockmann | 1814                   | 1826                                                             |  |
|                           |                        |                                                                  |  |
| Dionysius Ortsiefer OFM   | 1906                   | 1912                                                             |  |
| Adolf Donders             | 1911                   | 1944                                                             |  |